# 청산역
청산역(靑山驛, Cheongsan station)은 경기도 연천군 청산면 초성리에 위치한 수도권 전철 1호선의 전철역이다.

## 개요
2006년 12월 15일, 수도권 전철 1호선이 소요산역까지 연장 개통부터 연천군내 버스와 환승이 수월해진 관계로, 본 역의 통근열차 이용객이 급감하였으며, 2011년 7월 28일부터 집중호우로 인해 초성철교가 유실되면서 영업이 전면 중단되다가 2012년 3월 21일 경원선 통근열차 운행이 재개되어 11회 정차하다가 2012년 7월 1일 17회로 증편되었으며, 구 초성리 역사는 연장사업이 끝나면서, 청산면 행정복지센터 앞의 현 위치에서 북쪽으로 1㎞가량 떨어진 초성초등학교 근처으로 옮겨졌으며, 2023년 12월 16일에는 수도권 전철 1호선 동두천 ~ 연천 연장 구간이 개통되면서 전철역이 되었다.

## 승강장
| ↑소요산 |
| \| 상   |
| 전곡 ↓  |

| 하행 | ● 수도권 전철 1호선 | 광운대 · 청량리 · 서울역 · 구로 · 인천 방면 |
| 상행 | ● 수도권 전철 1호선 | 전곡 · 연천 방면                            |

승강장에 스크린도어가 설치되어있다.

## 역 주변
- 청산면 행정복지센터
- 초성리약수터

## 역사
- 1951년 12월 30일 : 경기도 포천군 청산면 초성리에서 초성리역(哨城里驛)으로 영업 개시
- 1953년 9월 10일 : 철도청으로 이관
- 1959년 8월 10일 : 보통역으로 승격
- 2008년 12월 1일 : 승차권 차내취급역으로 지정 및 철도승차권 단말기 철거
- 2011년 7월 28일 : 집중호우로 인한 선로 유실로 영업 일시 중단, 관광 및 화물열차도 이 역까지만 운행
- 2012년 3월 21일 : 초성철교 완공으로 통근열차 운행 재개와 동시에 편도 기준 1일 6편 감편
- 2012년 7월 1일 : 통근열차 운행 편수 증편
- 2014년 10월 31일 : 수도권 전철 1호선 단선 전철 착공.
- 2018년 7월 2일 : 경원선 연천 ~ 백마고지 구간 선로 개량 공사로 인한 통근열차 연천역까지 운행.
- 2019년 4월 1일 : 경원선 동두천 ~ 연천 전철화 공사로 인한 운행 일시 중단. 일 32회 대체버스 운행.
- 2023년 11월 21일 : 초성리역에서 청산역으로 역명 변경[1][2]
- 2023년 12월 16일 : 수도권 전철 1호선 단선전철 개통.

## 인접한 역
| 경원선               | 경원선                               | 경원선               |
| -------------------- | ------------------------------------ | -------------------- |
| 100-2 전곡 연천 방면 | ● 수도권 전철 1호선 경원-경인선 완행 | 100 소요산 인천 방면 |

## 이용객 변동
2023년 자료는 개통일인 2023년 12월 16일부터 12월 31일까지 16일간의 집계를 반영한 것이다.
| 노선   | 노선 | 일평균 인원수 (명/일) | 일평균 인원수 (명/일) | 각주  |
| 노선   | 노선 | 2022년                | 2023년                | 각주  |
| ------ | ---- | --------------------- | --------------------- | ----- |
| 경원선 | 승차 | 미개통                | 139                   | [ 3 ] |
| 경원선 | 하차 | 미개통                | 130                   | [ 3 ] |

## 사진

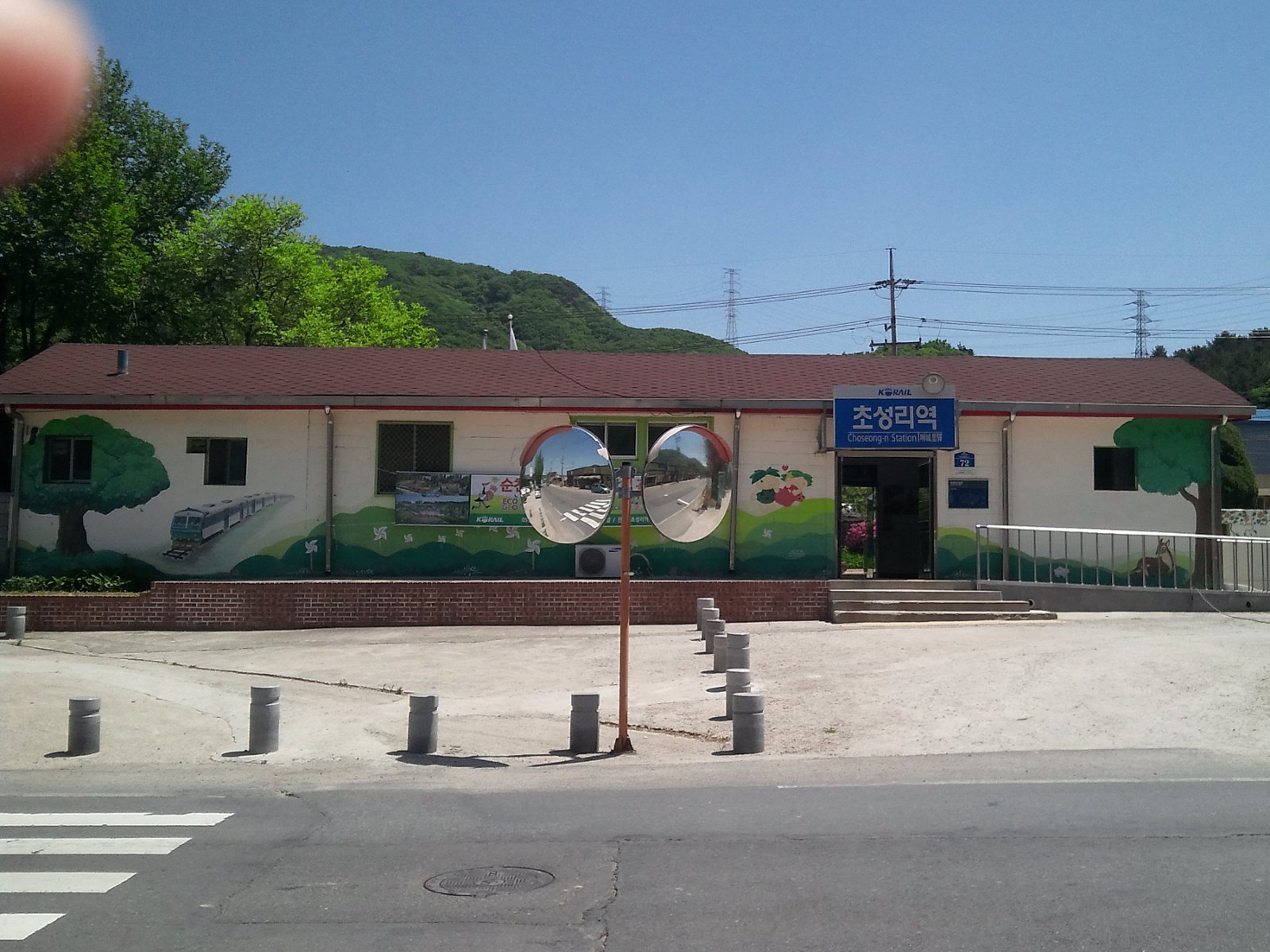
구 역사 (초성리역 시절)